# Колодяжно
Колодяжно (укр. Колодяжне) — село в Бутенковском сельском совете Кобелякского района Полтавской области Украины.
Код КОАТУУ — 5321880707. Население по переписи 2001 года составляло 181 человек.

## Географическое положение
Село Колодяжно находится на правом берегу реки Волчья, выше по течению на расстоянии в 2 км расположено село Новая Украина Козельщинского района, ниже по течению на расстоянии в 0,5 км расположено село Бережновка, на противоположном берегу — сёла Бутенки и Славновка.